# Spreizzange

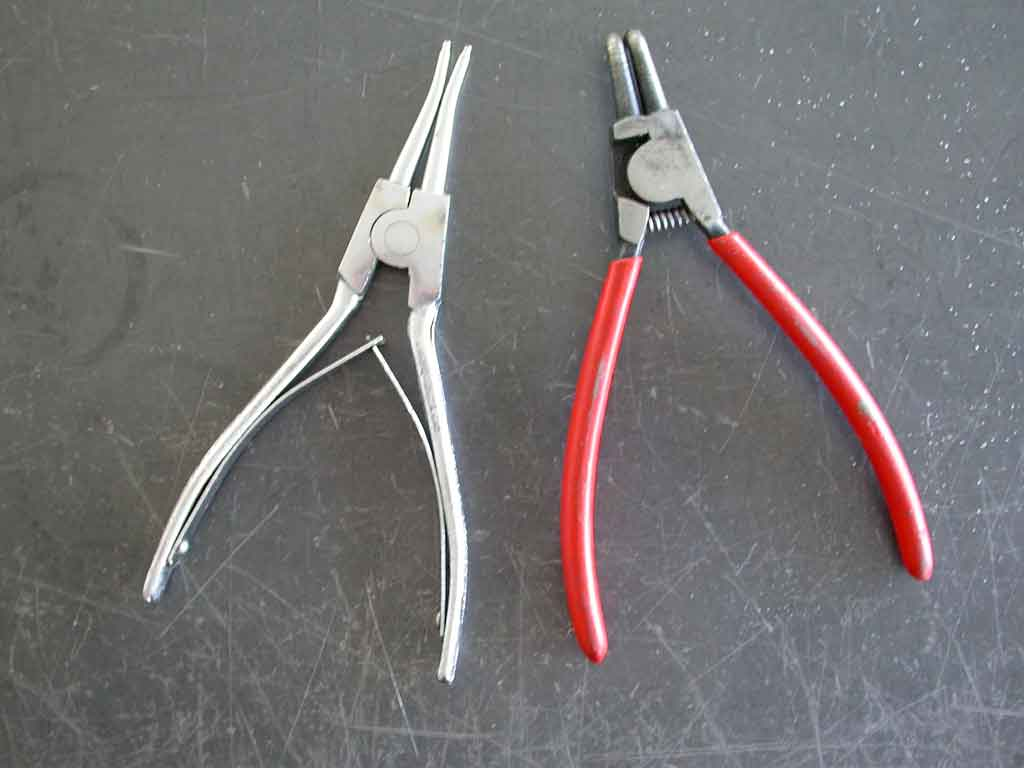
Spreizzangen zur Montage von Wellensicherungsringen

Eine Spreizzange ist eine spezielle Zange, die sich im Gegensatz zu anderen Zangen beim Zusammendrücken öffnet. Sie wird zum Montieren von Sicherungsringen für Wellen, zum Einsetzen von Piercing-Ringen (Ball Closure Ring) oder im medizinischen bzw. veterinärmedizinischen Bereich benutzt. Die Spitzen sind in manchen Fällen mit Rillen versehen, die das Abrutschen des Ringes vermeiden.

## Handhabung beim Piercing
Der Zangenkopf wird in den Ring geführt und der Ring durch Druck auf den Zangengriff geweitet. Aufgrund der Weitung kann nun die verschließende Kugel eingesetzt werden. Lässt man die Zange los, so hält der Ring die Kugel aufgrund seiner Materialspannung fest. Der Ring ist dann fest verschlossen.